# (32897) Куртхаррис
(32897) Куртхаррис (лат. Curtharris) — астероид, относящийся к группе астероидов пересекающих орбиту Марса. Астероид был открыт 1 августа 1994 года американским астрономом Кэролин Шумейкер в Паломарской обсерватории и назван в честь Курта Харриса (англ. Curtis Harris), астронома-любителя из Ангильи.

Орбита астероида Куртхаррис и его положение в Солнечной системе